# Elvira Rilova

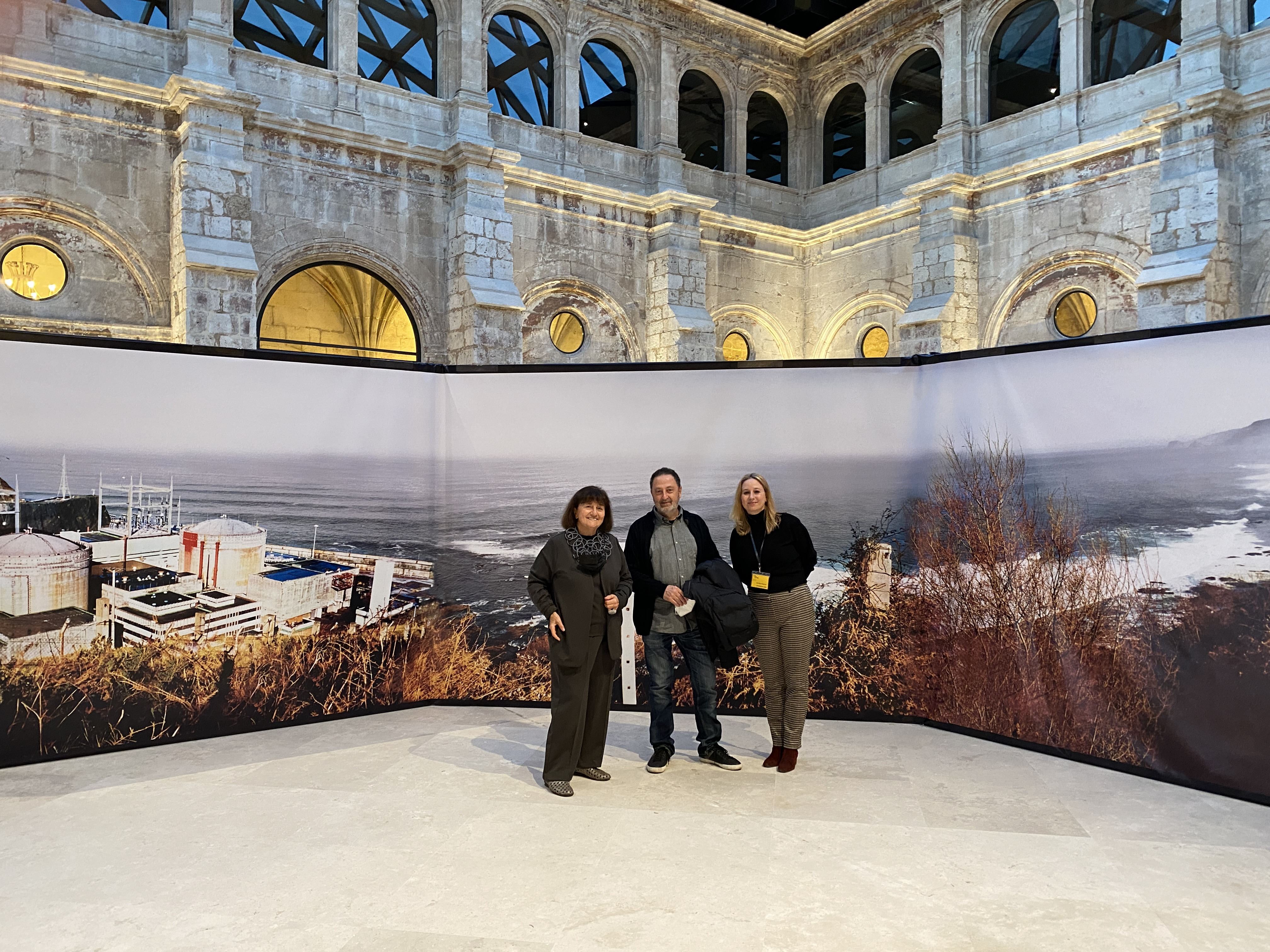
Rilova dirige la Feria Librarte 2021 en el Monasterio de San Juan de Burgos,. Comisaria de la exposición Nucleares Varadas de Marisa González, con la autora y Antonio Alcaraz.

Elvira Rilova Nuñez (Burgos, 3 de abril de 1976) es una gestora cultural,consultora en políticas culturales y comisaria independiente española. Dirige desde 2015 en su ciudad natal, Burgos, la Feria de libro de artista Librarte, de Castilla y León.

## Trayectoria profesional
Se licenció en Historia del Arte en la Universidad de Valladolid (España) y en la de Roma III (Italia). Doctoranda de la Universidad de Burgos, investiga sobre gestión cultural en el campo de las Artes Visuales durante la crisis económica. En la Universidad Complutense de Madrid estudió un máster de Organización de Eventos y Protocolo donde más tarde impartiría la clase de comisariado y eventos culturales.
Fue coordinadora del Espacio Cultural Excelencias de Madrid, colaboró con diversas galerías e instituciones. Fundó y dirige la consultoría para artistas y gestores culturales denominada Acelerador de artistas. Desde esta plataforma realiza diferentes actividades, como por ejemplo la dirección del Foro de Mujeres en las Artes Visuales, MAV, en 2015 y 2019, la coordinación de las Tertulias Museos Más Feministas en 2018, la coordinación de la residencia artística Art BNB (esta actividad se desarrolla desde 2016 dentro de un domicilio privado en el centro de Madrid), y la coordinación de Residencias Artísticas como Ras de Terra. Ha participado en diferentes proyectos como el programa de formación Cultural Creative Industries y el programa I-Portunus para desarrollo el proyecto colaborativo Not in my Bed junto con entidades de Italia y Eslovenia.
En la Ciudad de México ha sido profesora de Comisariado, Coleccionismo y Gestión Cultural en la Universidad Panamericana de esta ciudad, en el Aula Virtual Taller Multinacional y en el Gimnasio del Arte de México.
Además da clases en diferentes instituciones y espacios como La Gota de Leche en Logroño y en el Espacio Tangente de Burgos, en Art in Progress de Madrid, la Universidad de Burgos, para CONECULTA (Chiapas, México) la BUAP (Universidad de Puebla, México) o el Centro Cultural de España en Montevideo, Uruguay. Es docente de Comisariado y Gestión Cultural en la Universidad de Burgos UBUVirtual, es comisaria jurado del Tina Prize International y del Premio RADAR España. Además de comisaria jurado del Festival de Fotografía de Vitoria, Viphoto.
Rilova es la directora de la feria "Librarte, Feria del Libro de Artista de Castilla y León’ celebrada en Burgos, su ciudad natal, en ella muestra la diversidad tanto en formatos como en tamaño y precio. Librarte, patrocinada por la Fundación Castilla y León y el Instituto Municipal de Cultura de Burgos muestra las últimas propuestas del sector dando a conocer nuevos formatos y soportes.
Ha comisariado diferentes muestras en espacios y museos de España, Italia, Portugal y México, ha ejercido como jurado de varios premios y festivales y ha participado con sus textos en numerosos catálogos de arte. Desde 2022 es asesora ECoC.
A través de la plataforma que dirige Acelerador de Artistas realiza proyectos de consultoría, comisariado y gestión cultural colaborando con diferentes artistas nacionales e internacionales y realizando proyectos para diferentes entidades públicas y privadas. Ha comisariado en 2020-2021, la exposición de Irene Cruz titulada RGB en el espacio Tomás y Valiente CEART de Fuenlabrada, Madrid.
Desde 2020 es miembro de la Junta Directiva de MAV, Mujeres en las Artes Visuales, siendo nombrada delegada de la comisión MAV Madrid, junto a las vocales María Jesús Abad y Sofía R. Bernis, Gloria Oyarzabal y María Ortega. En ese mismo año 2020, fue miembro del jurado de los Premios Mav. Es Vicepresidenta de MAV desde 2022 representando a la asociación en el Observatorio del Ministerio de Cultura entre otras funciones.

## Publicaciones
Colaboró con el diario El País, en su publicación semanal El Viajero. Este diario contiene una recopilación de todas las publicaciones de sus colaboradores en este medio, así como de los artículos sobre las personas que han sido referenciadas.